# Patagioenas araucana
Patagioenas araucana là một loài chim trong họ Columbidae.